# A casa di Raven
A casa di Raven (Raven's Home) è una sitcom statunitense sviluppata da Jed Elinoff e Scott Thomas, trasmessa su Disney Channel negli Stati Uniti dal 21 luglio 2017 al 3 settembre 2023 e in Italia dal 16 aprile 2018.
Basata sui personaggi creati da Michael Poryes e Susan Sherman, la serie è un sequel/spin-off di Raven, il secondo della serie, dopo Cory alla Casa Bianca.
Le vicende si svolgono circa quindici anni dopo la serie originale, e, inizialmente, ruotano intorno a Raven Baxter, ora madre divorziata di due gemelli preadolescenti, Booker e Nia. A seguito del divorzio dal marito, Chelsea, la sua migliore amica sin dall'infanzia, e suo figlio Levi, si trasferiscono a casa sua, dando il via alla loro convivenza a Chicago, nell'Illinois.
Dalla quinta stagione, Raven e Booker si trasferiscono a San Francisco per stare vicini a Victor, il papà di Raven, che ha avuto un malore. Di conseguenza, tutto il resto del cast abbandona la serie sostituito da nuovi personaggi.

## Trama
Le migliori amiche Raven e Chelsea, entrambe madri single divorziate, ora stanno crescendo i loro figli insieme in un appartamento a Chicago. La loro casa viene sconvolta quando si rendono conto che il figlio di Raven, Booker, ha ereditato le sue stesse abilità psichiche.

## Episodi
| Stagione         | Episodi | Prima TV USA | Prima TV Italia |
| ---------------- | ------- | ------------ | --------------- |
| Prima stagione   | 13      | 2017         | 2018            |
| Seconda stagione | 21      | 2018         | 2019-2020       |
| Terza stagione   | 26      | 2019-2020    | 2021            |
| Quarta stagione  | 20      | 2020-2021    | 2022            |
| Quinta stagione  | 25      | 2022         | 7 Agosto 2025   |
| Sesta stagione   | 18      | 2023         | 7 Agosto 2025   |

## Personaggi

### Personaggi principali
- Raven Baxter[3] (stagioni 1-6), interpretata da Raven-Symoné, doppiata da Domitilla D'Amico.
La simpaticissima madre single dei gemelli Nia e Booker, che lavora come stilista di moda per cani e successivamente come autista di un servizio di auto a noleggio. Viene rivelato che prima della serie, Raven aveva divorziato da Devon Carter, un suo ex-ragazzo delle superiori, e ora vive con la sua migliore amica Chelsea e suo figlio a Chicago. Raven possiede capacità psichiche, con cui è capace di avere delle visioni del futuro. Decide di non dire ai suoi figli delle visioni poiché crede che non capirebbero. Tuttavia, nel secondo episodio della seconda stagione rivela ai figli di essere una veggente. Al termine della prima stagione lascia il lavoro come stilista per cani per iniziare a creare la sua linea di moda, che inaugura al termine della seconda stagione.
- Booker Baxter-Carter[3] (stagioni 1-6), interpretato da Issac Ryan Brown, doppiato da Giulio Bartolomei.
Figlio di Raven e fratello gemello di Nia, che ha ereditato le capacità psichiche della madre. Dopo aver ottenuto la sua prima visione a scuola, decide di non dire a sua madre delle sue capacità psichiche perché pensa che non gli crederebbe, inconsapevole del fatto che anche sua madre è una sensitiva. Tuttavia nel primo episodio della seconda stagione rivela a sua madre di avere delle visioni.
- Chelsea Grayson (stagioni 1-4, guest star stagione 5), interpretata da Anneliese van der Pol, doppiata da Francesca Manicone.
È la madre di Levi e migliore amica di Raven. Si è sposata con Garrett, uomo arrestato per frode fiscale e che ha corteggiato la donna che lo ha arrestato senza lasciare a Chelsea nemmeno dei soldi dopo aver divorziato da lei. Dopo questa vicenda, Chelsea si trasferisce a casa di Raven a Chicago. Non ha perso la sua goffaggine e non riesce a trovare lavoro.
- Nia Baxter-Carter (stagioni 1-4), interpretata da Navia Robinson, doppiata da Chiara Fabiano.
È la figlia di Raven e sorella gemella di Booker. Fin dall'inizio non crede che il fratello abbia le visioni, ma alla fine capisce che ha ragione quando il sacco dall'allenamento della palestra le cade addosso. All'inizio è un po' invidiosa del potere del fratello dato che gli permettere di ricevere molte attenzioni dalla madre, ma Raven la rassicura che essere dei veggenti non è così eccitante come sembra e che le vuole bene proprio perché è normale. È la gemella più grande, essendo nata 2 minuti prima di Booker.
- Levi Grayson (stagioni 1-4), interpretato da Jason Maybaum, doppiato da Alessandro Carloni.
È il figlio di Chelsea, condivide la stanza con Booker, che è il suo migliore amico, e considera lui e Nia dei fratelli, (così come loro due considerano Levi come un fratello minore). A differenza della sua sbadata madre, è autonomo, maturo e responsabile.
- Tess (stagioni 1-4, guest star stagione 6), interpretata da Sky Katz, doppiata da Arianna Vignoli.
 È la vicina di casa di Raven e Chelsea e amica dei figli di quest'ultime, in particolare è la migliore amica di Nia, poco sveglia e grande amante dello sport. È un maschiaccio amante del rap e adora lo sport. Anche lei sa che Booker e Raven sono sensitivi, ed è una dei pochi al di fuori delle famiglie Baxter e Grayson a sapere del segreto.
- Alice Baxter (stagioni 5-6), interpretata da Mykal-Michelle Harris.
È la cuginetta di Raven. Vive con Victor (il padre di Raven) mentre sua madre è all'estero per lavoro.
- Neil (stagioni 5-6), interpretato da Felix Avitia.
Diventa il migliore amico di Booker, quando si trasferisce a San Fransisco.
- Ivy (stagioni 5-6), interpretata da Emmy Liu-Wang.
È amica di Booker, ed è la babysitter di Alice.
- Victor Baxter (stagioni 5-6, guest star stagione 2), interpretato da Rondell Sheridan, doppiato da Roberto Stocchi.
È il papà di Raven che, nella quinta stagione, ha un malore facendo preoccupare Raven che decide di tornare a vivere da lui con Booker per dargli una mano.

### Personaggi secondari
- Devon Carter (stagioni 1-4), interpretato da Jonathan McDaniel, doppiato da Fabrizio De Flaviis. 
È il ragazzo del liceo di Raven, nonché suo ex-marito e padre di Booker e Nia. Ora fa il meteorologo per un'emittente televisiva e mantiene rapporti amichevoli con Raven e i suoi figli.

## Produzione
Otto anni dopo la cancellazione della serie originale iniziò a girare voce di un possibile nuovo spin off o rinnovo della serie. Il 14 agosto 2015, Raven-Symoné, a quel tempo presentatrice di The View, insieme ai tre colleghi e amici Anneliese van der Pol, Orlando Brown e Kyle Massey iniziarono a rivivere i momenti passati insieme durante i tempi in cui Raven era ancora in onda.
Un anno dopo, esattamente il 27 ottobre 2016, Raven-Symoné conferma a The View che sarebbe tornata a lavorare ad una nuova serie con Disney Channel. Il 14 novembre 2016 viene confermato che, insieme al ritorno della Symoné, sarebbe tornata anche Anneliese van der Pol e avrebbe rivestito i panni della migliore amica di Raven, Chelsea Daniels. Il titolo ufficiale viene annunciato il 4 aprile 2017 con una foto del titolo originale.
Dopo l'annuncio della produzione della nuova serie, Orlando Brown (interprete di Eddie) non venne più coinvolto in seguito a diversi guai con la legge nei quali venne invischiato l'attore (e di conseguenza il suo personaggio non viene mai menzionato nella nuova serie). Discorso simile per Kyle Massey, che nella serie originale interpretava il fratello minore di Raven, Cory.
Il 10 ottobre 2017 la serie viene rinnovata da Disney Channel per una seconda stagione, le cui riprese sono iniziate nel novembre 2017. La stagione venne trasmessa a partire dal 25 giugno 2018.
Un anno dopo, il 28 novembre 2018 viene annunciata la terza stagione. Il 10 maggio 2019, TVLine conferma la data d'uscita prevista negli Stati Uniti per il 17 giugno 2019 e in Italia dal 25 agosto 2021.
Il 16 ottobre 2019 viene annunciata la quarta stagione.
Il 1º ottobre 2021 viene annunciata la quinta stagione, solo Raven-Symone e Isaac Ryan Brown riprendono i loro rispettivi ruoli di Raven e Booker, il resto del cast viene cambiato.
Il 10 settembre 2022, Raven-Symone ha annunciato durante un panel al Disney's D23 Expo che la serie è stata rinnovata per una sesta stagione.
il 15 maggio 2024, è stato annunciato che la serie è stata cancellata, ma che un nuovo spin-off incentrato sul personaggio di Alice Baxter intitolato "Alice in the Palace" è in produzione.

## Promozione
Il primo trailer ufficiale della serie viene pubblicato dal canale Disney Channel il 3 giugno 2017 seguito da varie anteprime.
In Italia il primo promo è stato trasmesso il 27 marzo 2018.